# Nurullah Ataç
Nurullah Ataç, właściwie pierwotnie: Nurullah Ata (ur. 23 sierpnia 1898, Stambuł; zm. 17 maja 1957 tamże) – turecki krytyk literacki, dziennikarz i tłumacz (głównie z języka francuskiego, mniej z rosyjskiego i łaciny).
Dla historii języka tureckiego istotne było jego zaangażowanie w tworzenie neologizmów purystycznych dla wyrugowania słownictwa arabskiego i perskiego i zastąpienia go słownictwem rodzimym. Do postawy takiej doszedł jednak dopiero po paru latach pracy twórczej, gdyż początkowo był zwolennikiem żywego języka potocznego, toteż nie dbał o puryzm.
Pomimo zaangażowania w czystość języka tureckiego nigdy nie popadł w nastroje nacjonalistyczne. Wręcz przeciwnie, wielekroć stawiał Turkom Europę za wzór. Wypowiedzi takie, jak «Nie wiem, czy turecka muzyka ludowa jest piękna, ponieważ jestem do niej przyzwyczajony od dziecka. Jeśli powie tak Europejczyk, uwierzę, że jest piękna» (w dziennikach pt. Günce) naraziły go wręcz na zarzut ślepego powtarzania opinii Europejczyków, osób trzecich i rezygnacji z własnego zdania.

## Literatura
- Stachowski, Marek: Die Neologismen im Tagebuch von Nurullah Ataç (1953-1957). – Folia Orientalia 23 (1985-86): 111-142.